# Rainmeter
Rainmeter là một tiện ích tùy biến máy tính tự do nguồn mở dành cho Windows, phát hành theo giấy phép GNU GPL v2. Nó cho phép người dùng tạo và hiển thị tiện ích Desktop tùy chỉnh hoặc dùng "skins" thông tin hiển thị đó. Bộ sưu tập skin có thể được tải xuống và cài đặt nhanh chóng trong các gói được gọi là "suites".
Các chức năng phổ biến của giao diện Rainmeter bao gồm đồng hồ máy tính để bàn, trình đọc tin RSS, quản lí hệ thống, tiện ích thời tiết, trình khởi chạy ứng dụng, và trình đa phương tiện.

## Phát triển
Dự án Rainmeter ban đầu được thành lập bởi Kimmo 'Rainy' Pekkola, nhà phát triển Rainlendar, vào năm 2001.

## Sử dụng
Rainmeter skins được viết bằng mã Rainmeter sử dụng một trình soạn thảo văn bản và được lưu trữ như tệp tin tuỳ biến INI. Các giá trị tài nguyên hệ thống và thông tin khác bao gồm thời tiết hay thời gian có thể được tùy chỉnh tuỳ ý và lưu trữ thông qua giá trị "mét" trong skin.

## Tiếp nhận
CNET đã đánh giá Rainmeter xếp hạng 4 trên 5 sao. Họ ca ngợi tính linh hoạt của phần mềm, nhiều chủ đề và "cộng đồng nhiệt tình", họ cũng phê bình chương trình "không trực quan nhất có thể."
Softpedia đã đánh giá Rainmeter xếp hạng 4 trên 5 sao, trích dẫn các hướng dẫn toàn diện và việc sử dụng tài nguyên hệ thống thấp, đồng thời chỉ trích việc thiếu sự hỗ trợ đa nền tảng.